# Richard Ruccolo
Richard Robert Ruccolo (nacido el 2 de marzo de 1972) es un actor de cine y televisión estadounidense, mejor conocido por su papel principal en la comedia Two Guys and a Girl.

## Primeros años
Ruccolo nació en Marlton, Nueva Jersey. Asistió a la escuela secundaria Cherokee en Evesham Township, Nueva Jersey. Fue allí que Ruccolo descubrió por primera vez su amor por la actuación mientras protagonizaba la producción de Oklahoma! de la escuela secundaria. Después de graduarse se mudó a Los Ángeles para buscar trabajo como actor. Durante sus audiciones, Ruccolo durmió en el sofá de su amigo hasta que encontró trabajo.

## Carrera
Poco a poco, Ruccolo comenzó a encontrar papeles invitados en dramas como Beverly Hills, 90210 y The X-Files. Protagonizó comerciales televisados a nivel nacional para Wendy's, Skittles y 7 Up. Sin embargo, no fue hasta 1998 que Ruccolo fue reconocido. Ruccolo encontró fama como Pete Dunville en la comedia Two Guys and a Girl. Cuando la serie fue cancelada en 2001, Ruccolo protagonizó La otra pareja, The One, Missing in the USA y Anacardium. En 2005, apareció como estrella invitada en tres episodios de Joey como Glen.
En 2008 y 2010, Ruccolo protagonizó la comedia de Lifetime Rita Rocks.

## Vida personal
Ruccolo estuvo una vez comprometido con la ex estrella de Saved by the Bell, Tiffani Thiessen. Se conocieron en 2000 cuando Thiessen apareció como estrella invitada en varios episodios de Two Guys and a Girl. Su relación terminó en marzo de 2003. En 2008 se casó con Lauren Rees.

## Filmografía

### Películas
| Año  | Título                  | Papel           | Notas                |
| ---- | ----------------------- | --------------- | -------------------- |
| 1998 | Music from Another Room | Nick            |                      |
| 2000 | Luck of the Draw        | Jedd            |                      |
| 2001 | La otra pareja          | Tom             |                      |
| 2001 | Anacardium              | Chris           |                      |
| 2006 | Available Men           | Rob             | Cortometraje         |
| 2009 | Obsessed                | Hank            |                      |
| 2010 | A Nanny for Christmas   | Justin Larose   | Directamente a video |
| 2012 | Playdate                | Brian Valentine |                      |

### Televisión
| Año        | Título                                   | Papel                | Notas                                                                                             |
| ---------- | ---------------------------------------- | -------------------- | ------------------------------------------------------------------------------------------------- |
| 1997       | Beverly Hills, 90210                     | Dean                 | Episodio: "Straight Shooter"                                                                      |
| 1998–2001  | Two Guys, a Girl and a Pizza Place       | Pete Dunville        | Main role                                                                                         |
| 1999       | The X-Files                              | Agente Peyton Ritter | Episodio: "Tithonus"                                                                              |
| 2003       | Spellbound                               |                      | Piloto de NBC                                                                                     |
| 2003       | The One                                  | Michael Blake        | Película para televisión de ABC                                                                   |
| 2003       | Less than Perfect                        | Bobby Casey          | Episodio: "A Little Love For Lydia"                                                               |
| 2003       | The Brotherhood of Poland, New Hampshire | Charlie Babbot       | Episodios: "Secrets and Lies" y "Tough Love"                                                      |
| 2004       | Missing in the USA                       | Host                 |                                                                                                   |
| 2004       | Taste                                    | Danny Coyle          | Piloto de televisión de CBS                                                                       |
| 2005       | Talk Show Diaries                        | Blake                | Piloto de televisión de UPN                                                                       |
| 2005       | Joey                                     | Glen                 | Episodios: "Episodio: Joey and the Assistant", "Joey and the Fancy Sister", "Joey and the Spying" |
| 2005       | Reba                                     | Dr. Beck             | Episodio: "Issues"                                                                                |
| 2006       | Standoff                                 | Ken Mund             | Episodio: "Man of Steele"                                                                         |
| 2007       | Backyards & Bullets                      |                      | Piloto de televisión de NBC                                                                       |
| 2007, 2012 | It's Always Sunny in Philadelphia        | Corporate Rep        | Episodios: "The Gang Sells Out" and "The Gang Recycles Their Trash"                               |
| 2008–2009  | Rita Rocks                               | Jay Clemens          | 40 episodios                                                                                      |
| 2011       | Desperate Housewives                     | Scott                | Episodio: "The Art Of Making Art"                                                                 |
| 2013       | Wendell & Vinnie                         | Allan Kramer         | Episodios: "Abra & Cadabra" and "Wendell and the Sleepover"                                       |
| 2013–2014  | Crash & Bernstein                        | Karl Bernstein       | 3 episodios                                                                                       |
| 2013–2014  | Legit                                    | Mike Mert            | 6 episodios                                                                                       |
| 2014       | Hot in Cleveland                         | Matt                 | Episodio: "Rusty Banks Rides Again"                                                               |
| 2014       | Devious Maids                            | Kim Rampton          | Episodio: "The Bad Seed"                                                                          |
| 2014       | NCIS                                     | Ronald Troutman      | Episodio: "Page Not Found"                                                                        |
| 2015       | Take It from Us                          | Lucas                | TV movie                                                                                          |
| 2016       | I Know Where Lizzie Is                   | Martin Holden        | TV movie                                                                                          |
| 2016       | Internity                                | Owen Sieber          | Episodio: "Pilot"                                                                                 |